# Remember: Michael Feinstein Sings Irving Berlin
| Críticas profissionais | Críticas profissionais |
| Avaliações da crítica  | Avaliações da crítica  |
| Fonte                  | Avaliação              |
| ---------------------- | ---------------------- |
| Allmusic               | [ 1 ]                  |

Remember: Michael Feinstein Sings Irving Berlin é um álbum do compositor e pianista norte-americano Michael Feinstein de canções compostas por Irving Berlin. O álbum foi lançado em 1987.

## Lista de faixas
| N.º            | Título                                                                 | Compositor(es) | Duração |  |
| 1.             | "Let Me Sing and I'm Happy"                                            | Irving Berlin  | 3:38    |  |
| 2.             | "Change Partners"                                                      | Irving Berlin  | 3:29    |  |
| 3.             | "Puttin' on the Ritz/Slumming on Park Avenue"                          | Irving Berlin  | 3:13    |  |
| 4.             | "When the Midnight Choo Choo Leaves for Alabam'"                       | Irving Berlin  | 2:50    |  |
| 5.             | "Better Luck Next Time"                                                | Irving Berlin  | 3:28    |  |
| 6.             | "I'm Putting All My Eggs in One Basket"                                | Irving Berlin  | 2:15    |  |
| 7.             | "Remember/Always/What'll Do" (participação de Liza Minnelli)           | Irving Berlin  | 5:20    |  |
| 8.             | "How Deep Is the Ocean?/Maybe It's Because I Love You Too Much"        | Irving Berlin  | 4:38    |  |
| 9.             | "What Chance Have I With Love?"                                        | Irving Berlin  | 2:53    |  |
| 10.            | "Looking at You (Across the Breakfast Table) Just One Way to Say I Lo" | Irving Berlin  | 3:28    |  |
| 11.            | "Let's Have Another Cup of Coffee I Say It's Spinach"                  | Irving Berlin  | 3:56    |  |
| 12.            | "Say It Isn't So"                                                      | Irving Berlin  | 4:22    |  |
| 13.            | "Alexander's Ragtime Band"                                             | Irving Berlin  | 4:27    |  |
| Duração total: | Duração total:                                                         | Duração total: | 47:57   |  |

## Recepção
Revisão no Allmusic por William Ruhlmann agraciado com o álbum com três estrelas e disse que Feinstein "Ele capta o sentimento simples (e, às vezes, enganadoramente inteligente) de Berlim, com uma abordagem em adornos que realça a robustez das melodias".